# Mascha Dabić

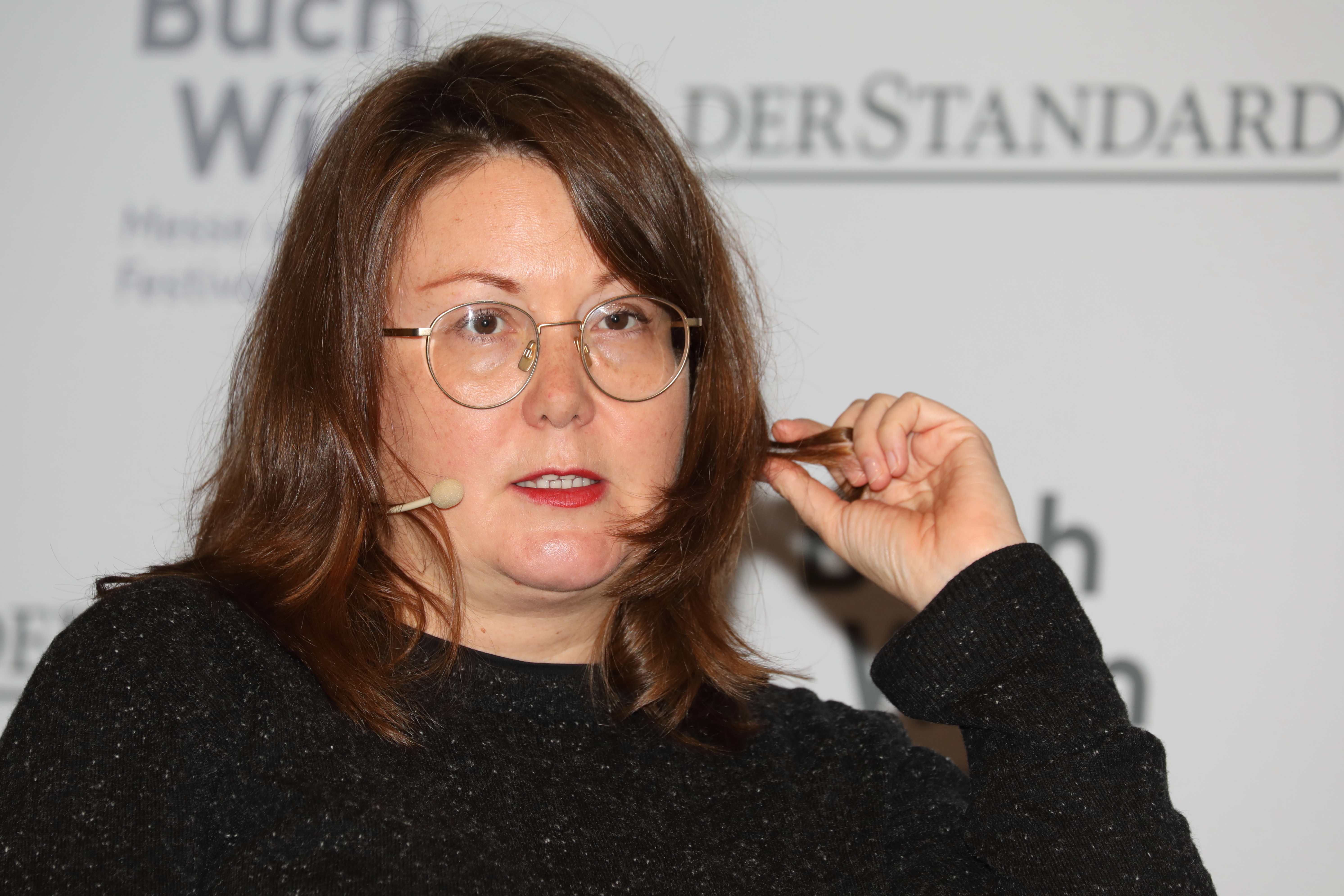
Mascha Dabić

Marija „Mascha“ Dabić (* 1981 in Sarajevo, SFR Jugoslawien) ist eine bosnisch-österreichische Schriftstellerin, Übersetzerin und Dolmetscherin.

## Leben und Werk
Mascha Dabić wurde 1981 in Sarajevo geboren und kam 1992 mit ihrer Familie nach Österreich. Sie studierte Translationswissenschaft (Englisch und Russisch) und Politikwissenschaft. Ab 2010 war sie Journalistin bei daStandard.at. Sie arbeitet als Dolmetscherin im Asyl- und Konferenzbereich und lehrt an den Universitäten Innsbruck und Wien. Mascha Dabić ist Mitglied der Interessengemeinschaft Übersetzerinnen Übersetzer, seit 2015 ist sie Vorstandsmitglied.
Mascha Dabić übersetzte Texte von Barbi Marković, Vladan Matijević, Svetislav Basara, Srđan Valjarević, Jelena Mijović, Jelena Lengold, Marija Knežević und anderen. In ihrem Debütroman Reibungsverluste erzählt sie einen Tag aus dem Leben einer Dolmetscherin, die in einem Verein für Psychotherapie für Flüchtlinge arbeitet. Mit diesem Buch wurde sie von Daniela Strigl für den Franz-Tumler-Literaturpreis nominiert. Weiters war Dabić mit Reibungsverluste auf der Shortlist Debüt vom Österreichischen Buchpreis vertreten.

## Werke

### Als Autorin
- Reibungsverluste. Roman. Edition Atelier, 2017.
- Grundwortschatz Bosnisch/Kroatisch/Serbisch für Pflegeberufe: BKS-Deutsch/Deutsch-BKS. Wörterbuch. Facultas, 2016.

### Als Übersetzerin (Auswahl)
- Dragan Velikić: Jeder muss doch irgendwo sein. Roman. Hanser, 2017.
- Barbara Marković: Superheldinnen. Roman. Residenz Verlag, 2016.
- Emir Kusturica: Où suis-je dans cette histoire?. Biografie. dt. Der Tod ist ein unbestätigtes Gerücht. Mein bisheriges Leben, Knaus, 2011.
- Sreten Ugričić: Neznanom junaku. Roman. dt. An den unbekannten Helden, Dittrich Verlag, 2011.
- Barbara Marković: Izlaženje. Roman. dt. Ausgehen, Suhrkamp Verlag, 2009.

## Auszeichnungen (Auswahl)
- Übersetzungsprämie des Bundeskanzleramtes Österreich: 2011, 2012, 2013, 2014.
- Startstipendium für Literatur des Bundeskanzleramtes Österreich: 2015.
- Franz-Tumler-Literaturpreis – Nominierung 2017 für Reibungsverluste.
- Österreichischer Buchpreis – Nominierung auf der Shortlist Debüt 2017 für Reibungsverluste.